# Great Ouse
Pour les articles homonymes, voir Ouse.
La Great Ouse est l'un des principaux fleuves d'Angleterre, le 5e par sa longueur.

## Géographie
Elle prend sa source dans le Northamptonshire, puis parcourt les villes de Milton Keynes, Bedford, Ely et King's Lynn et les comtés de Northamptonshire, Buckinghamshire, Bedfordshire, Cambridgeshire et Norfolk, avant de s'ouvrir sur The Wash, une baie de la mer du Nord. Elle est navigable entre Bedford et The Wash.